# Campionat de la FNGI de futbol
El Campionat de la FNGI de futbol va ser una competició de futbol disputada a Itàlia a finals del segle xix i inicis del xx.
Els primers anys del futbol a Itàlia], molts clubs es van formar dins de societats gimnàstiques o estaven afiliats a la Federació Gimnàstica Italiana (FNGI). D'aquesta manera fou que la FNGI organitzà anualment el Concorsi Federali di Calcio.

## Historial
| Any  | Campió                       | Resultat | Finalista             |
| ---- | ---------------------------- | -------- | --------------------- |
| 1896 | SGS Udinese                  | 2-0      | PG Ferrara            |
| 1897 | USP Alessandria              | ?        | ?                     |
| 1898 | PG Ferrara                   | ?        | ?                     |
| 1901 | SEF Mediolanum               | 3-1      | SG Ferrara            |
| 1902 | CBFC Milan / SG Andrea Doria |          | "ex aequo"            |
| 1904 | CFBC Milan                   | 3-2      | SG Andrea Doria       |
| 1905 | CFBC Milan                   | 1-0 (pr) | SGS Padova            |
| 1906 | CFBC Milan                   | 5-0      | SG Vicenza            |
| 1907 | CFBC Milan                   | 3-1      | SG Vicenza            |
| 1908 | FBC Venezia                  | 2-0      | SG Pro Vercelli       |
| 1910 | SG Andrea Doria              | ?        | SG Giuseppe Garibaldi |
| 1911 | FS Bentegodi                 | 3-0      | SG Andrea Doria       |
| 1912 | SG Andrea Doria              | ?        | Verona                |
| 1913 | SG Andrea Doria              | 2-1      | SG Raffaele Rubattino |